# Tailem Bend
Tailem Bend is een plaats in de Australische deelstaat Zuid-Australië en telt 1457 inwoners (2006).

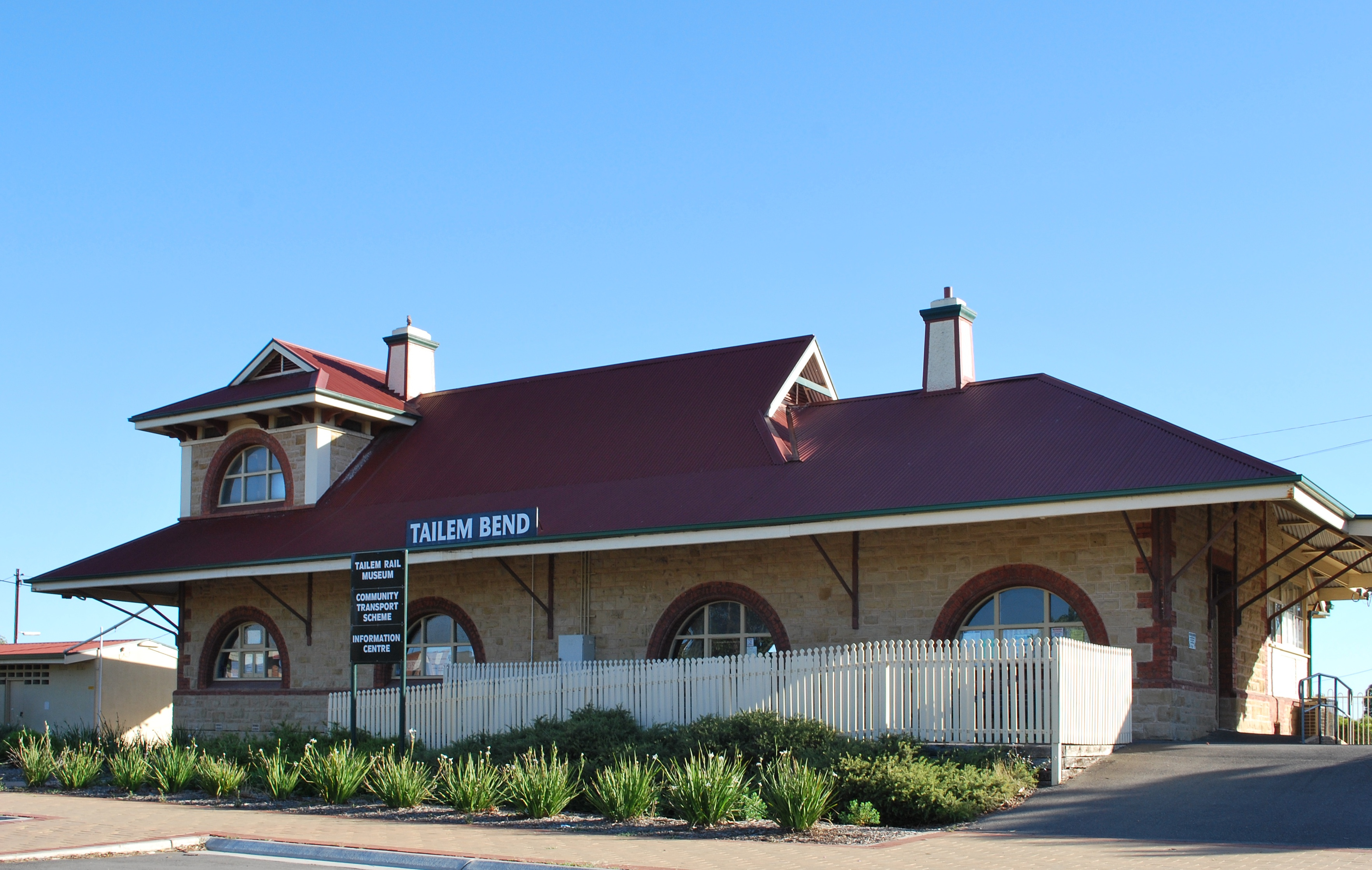
Station van Tailem Bend
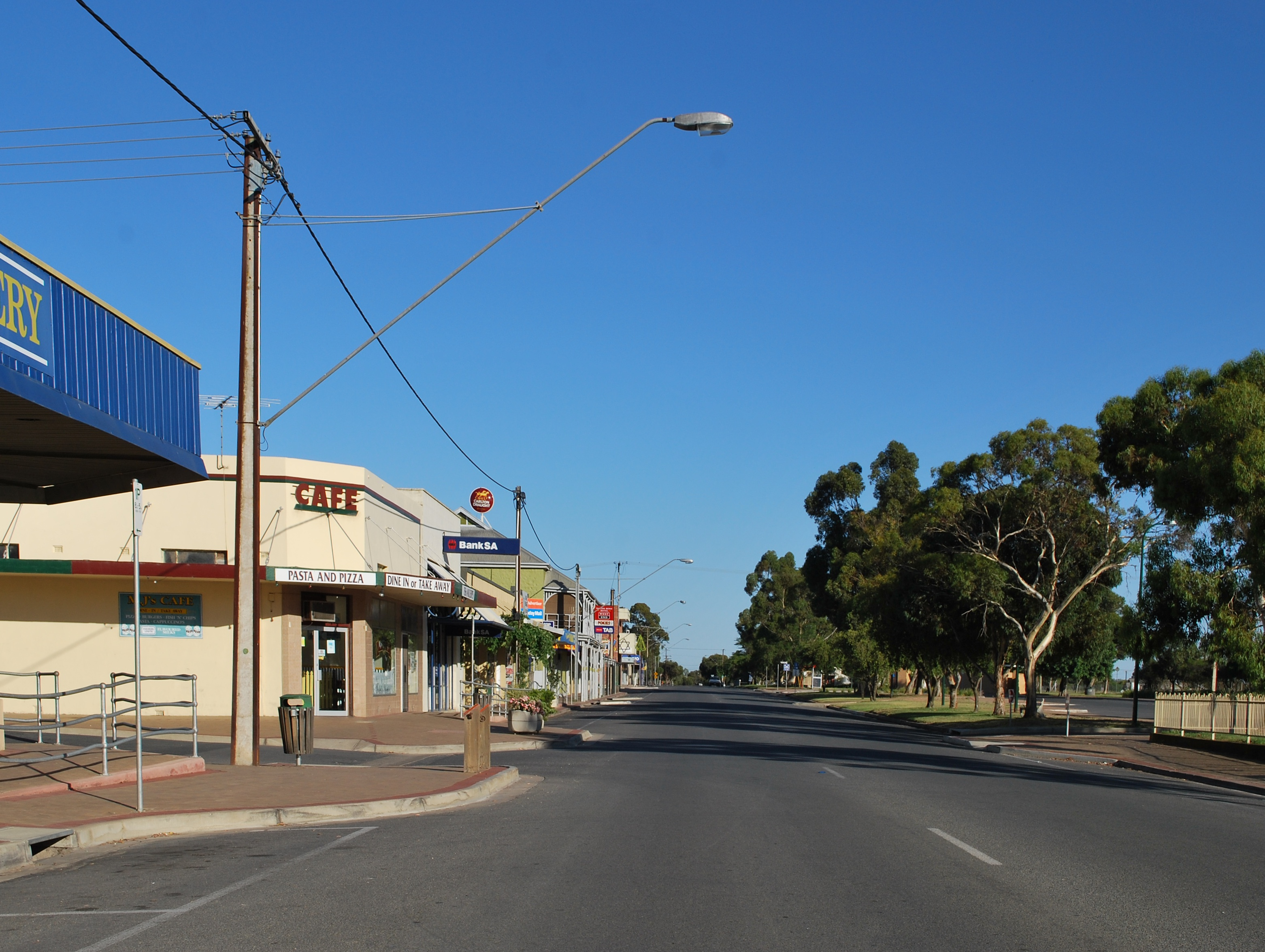